# 竜台
竜台（たつだい）は、千葉県成田市の大字。郵便番号286-0801。

## 地理
北は茨城県河内町田川、東は安西、南東は北部、南は南部、北羽鳥、南西は栄町興津、西は栄町矢口に隣接している。

## 世帯数と人口
2017年（平成29年）10月31日現在の世帯数と人口は以下の通りである。
| 大字 | 世帯数  | 人口  |
| ---- | ------- | ----- |
| 竜台 | 104世帯 | 248人 |

## 小・中学校の学区
市立小・中学校に通う場合、学区は以下の通りとなる。
| 番地 | 小学校             | 中学校             |
| ---- | ------------------ | ------------------ |
| 全域 | 成田市立豊住小学校 | 成田市立成田中学校 |

## 施設
- 竜台共同利用施設
- 成田市竜台上曲輪集会所
- 竜台区騒音地域下曲輪集会所
- 六所神社
- 延命地蔵尊

## 交通

### バス
- 成田市コミュニティバス[6][7]
  - 豊住ルート 名古屋方面（運行会社：千葉交通）[8][9]
    - （京成成田駅） - 空仕前 - 竜台入口 - 竜台車庫 - （安西）

### 道路
- 国道
  - 国道356号
  - 国道408号
    - 長豊橋